# Тушнова Вероніка Михайлівна
Тушнова Вероніка Михайлівна (нар. 27 березня 1911, Казань — 7 липня 1965, Москва) — російська радянська поетеса, член Спілки письменників СРСР (1946).

## Біографія
Народилася 14 березня (27 н.с.) 1911 року в Казані в сім'ї професора медицини Казанського університету Михайла Тушнова і його дружини, Олександри, уродженої Постнікової, випускниці Вищих жіночих курсів в Москві. Там же закінчила школу. З дитинства писала вірші. Потім разом з сім'єю переїхала до Ленінграда і за бажанням батька вступила до медичного інституту. Інститут не закінчила, хоча і провчилася чотири роки. Зайнялася живописом, тоді ж почалося серйозне захоплення поезією.
Вийшла заміж за відомого лікаря Юрія Розинського та народила в 1939 році доньку Наталю. Другий чоловік Тушнової — літератор, головний редактор видавництва «Дитячий світ» Юрій Тимофєєв.
У 1941 році вступила до Літературного інституту ім. М. Горького, але вчитися не довелося. Почалася війна і Тушнова працювала в госпіталях. Після закінчення війни назавжди пов'язала своє життя з поезією. Невідомо, за яких обставин і коли точно познайомилася Вероніка Тушнова з поетом і письменником Олександром Яшиним (1913—1968), якого вона покохала і якому присвятила свої найпрекрасніші вірші про кохання, що увійшли в останню збірку «Сто годин щастя».
Після важкої хвороби у віці 54 років Вероніка Тушнова померла 7 липня 1965 року в Москві. Похована в Москві на  Ваганьковському кладовищі. Яшин, вражений смертю Тушнової, опублікував у «Літературній газеті» некролог і присвятив їй вірші.

### Загадка року народження
У автобіографії та біографічних статтях роком народження Тушнової зазначено 1915 рік. Дати 1915—1965 вигравірувані на пам'ятнику на могилі Вероніки Михайлівни на Ваганьковському кладовищі, так побажала незадовго до кончини сама поетеса. Але у матеріалах Казанського літературного музею ім. М. Горького і збірнику Тушнової «За это можно всё отдать», що вийшов 2012 року в «Золотий серії поезії», упорядником якого була донька поетеси Наталія Розинська, стверджується, що Вероніка Михайлівна народилася 27 березня 1911 року. Клуб любителів поезії Вероніки Тушнової провів дослідження і знайшов виписку з метричної книги про її хрещення в 1911 році. Цю дату підтвердила і донька поетеси Н. Розинська. Також фактом того, що поетеса народилася саме у 1911 році, є закінчення Тушновою школи в 1928 році і у тому ж році вона вступила на медичний факультет Казанського університету, що у віці 13 років було ніяк неможливо.
У 2011 році в багатьох містах Росії пройшли ювілейні літературні заходи, присвячені 100-річчю Вероніки Тушнової.

## Збірки поезій
- 1945 — «Перша книга».
- 1958 — збірники «Пам'ять серця».
- 1961 — «Друге дихання».
- 1965 — «Сто годин щастя».